# Stanwellia hoggi
Stanwellia hoggi är en spindelart som först beskrevs av William Joseph Rainbow 1914.  Stanwellia hoggi ingår i släktet Stanwellia och familjen Nemesiidae.
Artens utbredningsområde är New South Wales. Inga underarter finns listade i Catalogue of Life.